# Campeonato Mundial de Ginástica Artística de 1913
O VI Campeonato Mundial de Ginástica Artística transcorreu entre os dias 15 e 16 de novembro de 1913, em Paris, França. Pela segunda vez consecutiva, foram disputadas provas em quatro aparelhos individuais.

## Eventos
- Equipes
- Individual geral
- Barras paralelas
- Barra fixa
- Argolas
- Cavalo com alças

## Medalhistas
Masculinos
| Evento           | Ouro | Prata                                                                                             | Bronze |
| Equipes          | Joseph Czada · Václav Donda · Robert Prazák · Karel Stary · Ferdinand Steiner · Josef Sykora · Tchecoslováquia¹ · (804,500) | Aubry · Ben Sadoun · Laurent Grech · Marquelet · Louis Segura · Marco Torrès · França · (777,750) | Pietro Bianchi · Guido Boni · Osvaldo Palazzi · Guido Romano · Paolo Salvi · Giorgio Zampori · Itália · (772,250) |
| Individual geral | Marco Torrès · França · (142,000)                                                                                           | Karen Stary · Tchecoslováquia¹ · (141,500)                                                        | Josef Sykora · Tchecoslováquia¹ · (136,500)                                                                       |
| Barra fixa       | Joseph Czada · Tchecoslováquia¹ · Marco Torrès · França · (20,000)                                                          | nenhum                                                                                            | Osvaldo Palazzi · Itália · A. Demol · Bélgica · Josef Sykora · Tchecoslováquia¹ · (19,500)                        |
| Cavalo com alças | Giorgio Zampori · Itália · (19,750)                                                                                         | Osvaldo Palazzo · Itália · (24,000) · N. Aubry · Marco Torrès · França · (19,250)                 | nenhum |
| Barras paralelas | Giorgio Zampori · Guido Boni · Itália · (20,000)                                                                            | nenhum                                                                                            | Pierre Hentges · Luxemburgo · (19,500)                                                                            |
| Argolas          | Laurent Grech · Marco Torrès · França · Giorgio Zampori · Guido Boni · Itália · (19,750)                                    | nenhum                                                                                            | nenhum |

## Quadro de medalhas
| Ordem | País             |    |   |   |    |
| 1     | Itália           | 5  | 1 | 2 | 8  |
| 2     | França           | 4  | 3 | 0 | 7  |
| 3     | Tchecoslováquia¹ | 2  | 1 | 2 | 5  |
| 4     | Bélgica          | 0  | 0 | 1 | 1  |
| 4     | Luxemburgo       | 0  | 0 | 1 | 1  |
| TOTAL | TOTAL            | 11 | 5 | 6 | 22 |

- Nota¹: Como os medalhistas do Império Austro-Húngaro pertenciam a região de Bohemia, as medalhas conquistadas por esses foram remanejadas a Tchecoslováquia, anos depois pela Federação Internacional de Ginástica.